# Плешковець
46°27′ пн. ш. 16°23′ сх. д. / 46.45° пн. ш. 16.38° сх. д.
Плешковець (хорв. Pleškovec) — населений пункт у Хорватії, у Меджимурській жупанії у складі громади Светий Юрай-на-Брегу.

## Населення
Населення за даними перепису 2011 року становило 471 осіб.
Динаміка чисельності населення поселення:

## Клімат
Середня річна температура становить 9,89 °C, середня максимальна – 23,77 °C, а середня мінімальна – -6,42 °C. Середня річна кількість опадів – 837 мм.
| Клімат поселення                              | Клімат поселення | Клімат поселення | Клімат поселення | Клімат поселення | Клімат поселення | Клімат поселення | Клімат поселення | Клімат поселення | Клімат поселення | Клімат поселення | Клімат поселення | Клімат поселення | Клімат поселення |
| Показник                                      | Січ.             | Лют.             | Бер.             | Квіт.            | Трав.            | Черв.            | Лип.             | Серп.            | Вер.             | Жовт.            | Лист.            | Груд.            |                  |
| Середній максимум, °C                         | 5,03             | 7,06             | 11,45            | 15,77            | 20,79            | 23,77            | 23,63            | 23,12            | 19,13            | 13,90            | 8,28             | 4,29             |                  |
| Середня температура, °C                       | −0,69            | 1,34             | 5,73             | 10,04            | 15,06            | 18,05            | 19,76            | 19,24            | 15,25            | 10,04            | 4,41             | 0,42             |                  |
| Середній мінімум, °C                          | −6,42            | −4,38            | 0,00             | 4,31             | 9,34             | 12,32            | 15,90            | 15,37            | 11,40            | 6,17             | 0,55             | −3,44            |                  |
| Норма опадів, мм                              | 39               | 42               | 55               | 65               | 74               | 94               | 93               | 88               | 80               | 75               | 76               | 56               |                  |
| Середньомісячна швидкість вітру, м/с          | 2.00             | 2.20             | 2.60             | 2.60             | 2.43             | 2.20             | 2.10             | 1.90             | 1.90             | 1.95             | 2.08             | 2.09             |                  |
| Середньомісячна сонячна радіація, кДж/м²·день | 4025             | 6765             | 10540            | 14924            | 18912            | 20846            | 21256            | 18654            | 13851            | 8589             | 4455             | 3239             |                  |
| --------------------------------------------- | ---------------- | ---------------- | ---------------- | ---------------- | ---------------- | ---------------- | ---------------- | ---------------- | ---------------- | ---------------- | ---------------- | ---------------- | ---------------- |
| Джерело:                                      |                  |                  |                  |                  |                  |                  |                  |                  |                  |                  |                  |                  |                  |